# Рельсберг
Рельсберг (нем. Relsberg) — община в Германии, в земле Рейнланд-Пфальц. 
Входит в состав района Кузель. Подчиняется управлению Вольфштайн.  Население составляет 178 человек (на 31 декабря 2010 года). Занимает площадь 3,81 км².